# Свиридов Карпо Васильович
Карпо Васильович Свиридов (рос. Карп Васильевич Свиридов; 24 травня 1896, Чиганак — 4 лютого 1967, Київ) — радянський офіцер, Герой Радянського Союзу, в роки радянсько-німецької війни командир 2-го гвардійського механізованого Миколаївсько-Будапештського Червонопрапорного ордена Суворова корпусу 46-ї армії 2-го Українського фронту, гвардії генерал-лейтенант танкових військ.

## Біографія
Народився 24 травня 1896 року в селі Чиганаці (нині Ртищевського району Саратовської області Росії). Росіянин. Член РКП(б) з 1920 року. У серпні 1915 року був призваний до царської армії. Воював на фронті Першої світової війни.
Під час Жовтневого перевороту був обраний командиром кулеметної роти. У складі перших червоногвардійських загонів брав участь у боях проти німецьких військ під Псковом і Петроградом. У подальшому воював у Червоній Армії на Південному та Східному фронтах, командуючи відділенням, взводом і ротою.
У 1920—1923 роках навчався в Об'єднаній військовій школі імені ВЦВК. Неодноразово стояв на постах № 26 і 27, охороняючи кабінет і квартиру В. І. Леніна. З 1923 року служив в Саратові, в 94-му піхотному полку імені М. В. Фрунзе, займаючи посади командира взводу, кулеметної роти, начальника полкової школи.
Обирався депутатом Саратовського міської Ради робочих, селянських і червоноармійських депутатів. Потім служив у Сизрані, Пермі, Куйбишеві, Ульяновську. У травні 1941 року закінчив курси удосконалення начскладу при Військовій академії імені М. В. Фрунзе.
З початку німецько-радянської війни до перемоги над Німеччиною бився на Західному, Калінінському, Північно-Західному, Сталінградському, Південному, 4-му, 3-му та 2-му Українських фронтах, командуючи дивізією і корпусом. Брав участь в оборонних боях під Оршею, Смоленськом, Ржевом, Калініном, в контрнаступі радянських військ під Москвою, Сталінградській битві, відвоюванні України, визволенні Угорщини, Чехословаччини, розгромі ворога на території Австрії.
1 листопада 1944 року корпус гвардії генерал-лейтенанта К. В. Свиридова був введений в бій. Розгромивши оборону противника між Тисою і Дунаєм, гвардійці на другий день вийшли до околиць Будапешта. У подальшому корпус форсував Дунай, потужним ударом з району озера Веленце в напрямку Естергома розсік ворожу оборону і спільно з іншими з'єднаннями оточив в Будапешті 188-тисячне угруповання противника. Протягом 53 днів у складній обстановці гвардії генерал-лейтенант К. В. Свиридов, керував вуличними боями в західній частині Будапешта. 13 лютого 1945 року столицю Угорщини було очищено від гітлерівців.
17 березня 1945 року корпус гвардії генерал-лейтенанта К. В. Свиридова завдав удар з району Чаквара в напрямку Дьйор, а потім переправився на лівий берег Дунаю та скоїв блискучий обхід Відня з півночі. 13 квітня 1945 року столиця Австрії була очищена від окупантів.
Без будь-якої перепочинку гвардії генерал-лейтенант К. В. Свиридов повів своїх гвардійців на Прагу. Переслідуючи противника, воїни корпусу разом з чехословацькими партизанами із загону «Смерть фашизму» провели біля села Слівіци під Пршибрамі останній бій з гітлерівцями. У цьому бою загинуло 46 радянських воїнів і стільки ж партизанів. Нині тут лежить високий надгробний камінь з написом:

«На цьому місці о 12 годині ночі 12 травня 1945 розірвалися останні снаряди Другої світової війни».

Указом Президії Верховної Ради СРСР від 28 квітня 1945 року за вміле командування частинами корпусу при взятті Будапешта і Відня та проявлені при цьому відвагу і мужність гвардії генерал-лейтенанту танкових військ Карпу Васильовичу Свиридову присвоєно Звання Героя Радянського Союзу з врученням ордена Леніна і медалі «Золота Зірка» (№ 4790).
На Параді Перемоги у червні 1945 року в Москві генерал Свиридов К. В. вів по Червоній площі зведений танковий батальйон 2-го Українського фронту. У 1947 році він закінчив вищі академічні курси при Військовій академії Генерального штабу.

Могила Карпа Свиридова

У 1955 році К. В. Свиридов за станом здоров'я змушений був піти у відставку. Жив у Києві. Помер 4 лютого 1967 року. Похований на Байковому кладовищі.

## Нагороди
Нагороджений двома орденами Леніна (1944, 1945), трьома орденами Червоного Прапора (1942, 1945, 1949), орденами Кутузова 1-го ступеня (1944), Суворова 2-го ступеня (1943), медалями «За оборону Москви», «За оборону Сталінграда», «За взяття Будапешта», «За взяття Відня», «За визволення Праги» та чотирма іншими медалями, а також угорським орденом Червоної Зірки.